# Phare Recalada a Bahía Blanca
Le phare Recalada a Bahía Blanca est un phare situé dans la Partido de Monte Hermoso de la province de Buenos Aires en Argentine. Il est géré par le Servicio de Hidrografía Naval (SHN) de la marine .
Le phare est classé monument historique national depuis le 15 novembre 2010.

## Histoire
Ce phare, mis en service le 1er janvier 1906, est situé à 2 km à l'est de la station balnéaire. Préfabriqué en France chez Barbier, Bénard et Turenne, il est équipé d'une lentille de Fresnel. Son éclairage d'origine était réalisé par la combustion de kérosène, puis d'acétylène, jusqu'à sa modernisation à l'énergie électrique. Il possède une lampe de 1 000 watts émettant 1 000 000 de candelas.
Avec ses 74 m de hauteur focale, c'est le 11e plus haut phare traditionnel du monde et le plus haut d'Amérique

## Description
Haut de 67 mètres, le phare est une construction métallique en structure ouverte peinte en bandes horizontales blanches et rouges dans laquelle a été construit un escalier en colimaçon de 293 marches. Il émet, à une hauteur focale de 70 m, un éclat blanc par période de 9 secondes. Sa portée est de 27.9 milles nautiques (environ 52 km) .
Identifiant : ARLHS : ARG-009 - Amirauté : G0986 - NGA : 110-19540 .

## Caractéristique dufeu maritime
Fréquence : 5 secondes (W)
- Lumière : 0.5 seconde
- Obscurité : 8.5 secondes

### Lien connexe
- Liste des phares d'Argentine